# Friedrich Magirius

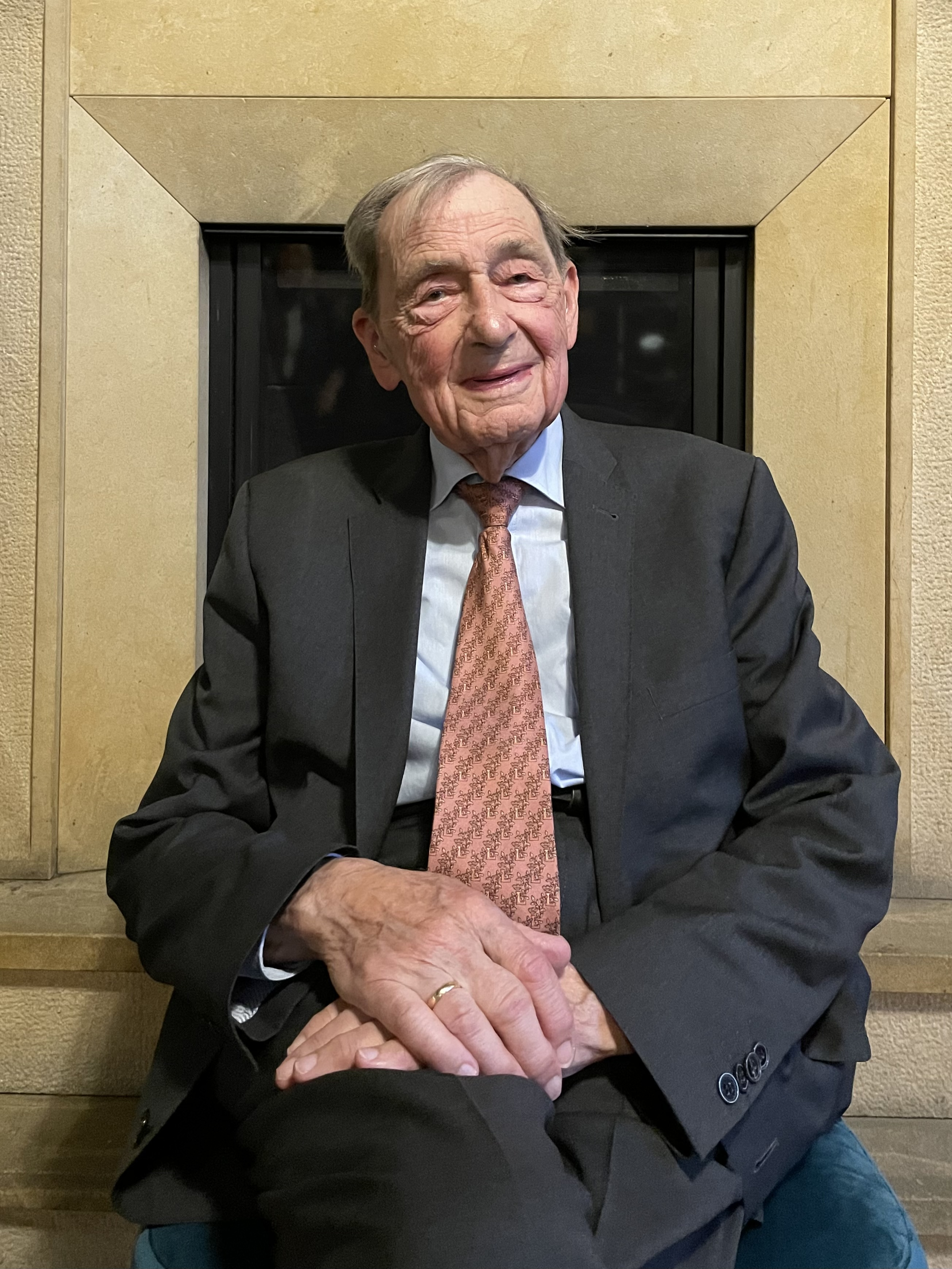
Friedrich Magirius (Krakau, Polen, 2021)

Friedrich Magirius (* 26. Juni 1930 in Dresden) ist ein deutscher evangelisch-lutherischer Theologe und ehemaliger Kommunalpolitiker. Er war Pfarrer an der Dresdner Kreuzkirche und der Leipziger Nikolaikirche, von 1982 bis 1995 Superintendent des Kirchenbezirks Leipzig-Ost sowie von 1990 bis 1994 Stadtpräsident von Leipzig.

## Familie
Vater Martin Magirius (1899–1962) war Amtsgerichtsrat, die Mutter Hannah (geb. Schreckenbach, * 1899) Berufsschullehrerin. Der Kunsthistoriker Heinrich Magirius (1934–2021) war sein jüngerer Bruder, der Archivar und Historiker Hans-Joachim Schreckenbach (1928–2021) sein Cousin.

## Beruflicher Werdegang
Friedrich Magirius wuchs bis zum Abitur in Radebeul auf. Er studierte Theologie - zunächst von 1948 bis 1950 an der Kirchlichen Hochschule Berlin-Zehlendorf in West-Berlin. Parallel dazu wirkte er als Erzieher im Internat der Wilhem von Türkschen Stiftung - ehemals Zivil-Waisenhaus Klein - Glienicke. Ab Herbst-Semester 1950  wechselte er bis zum Studienende 1953 an die Universität Greifswald. Sein Vikariat absolvierte er bei der Inneren Mission in Sachsen und in der Kirchengemeinde Löbau. Ab 1955 wirkte Magirius als Internatsleiter und Lehrer an der Kirchlichen Vorschule am Diakonissenhaus Moritzburg.
1958 trat er seine erste Pfarrstelle in Einsiedel an, später wurde er Pfarrer an der Dresdener Kreuzkirche. Von 1974 bis 1982 war er Leiter der Aktion Sühnezeichen in der DDR, wobei er sich in Polen Ansehen erwarb.
Von 1982 bis zu seiner Pensionierung 1995 war Magirius Superintendent des Kirchenbezirks Leipzig-Ost und gemeinsam mit Christian Führer Pfarrer an der Leipziger Nikolaikirche, wo er Einfluss auf den Verlauf der Leipziger Montagsdemonstrationen und die Revolution von 1989 hatte.

## Politisches Wirken
Seine Rolle vor und während der friedlichen Revolution 1989 ist umstritten. Ihm Wohlgesinnte versuchen ihn als „Mann des Ausgleichs“ darzustellen. Viele Leipziger DDR-Bürgerrechtler kritisieren, Magirius habe als Kirchenfunktionär stets gegen sie gearbeitet. Auch als Moderator des „Runden Tisches“ habe er seine Einseitigkeit zugunsten der alten Parteien und Organisationen des SED-Staates nicht zu verbergen vermocht. Er sei für die Beendigung der Montagsdemonstrationen eingetreten, habe sich damit jedoch nie durchsetzen können.
Besonders im Vorfeld von Auszeichnungen wandten sich Akteure aus dem einstigen organisierten Widerstand an die Öffentlichkeit, zuletzt 2005 vor Verleihung der Ehrenmedaille der Stadt Leipzig.
Die Absetzung des SED-kritischen Pfarrers Christoph Wonneberger als Koordinator für die Friedensgebete an der Leipziger Nikolaikirche im August 1988 geht auf eine Entscheidung von Magirius zurück. Er schrieb: „Lieber Bruder Wonneberger […] Wir haben eine neue Gestaltung der Friedensgebete für die nächsten Wochen vorbereitet. Meinerseits stelle ich noch einmal fest, dass Sie damit von Ihrer bisherigen Aufgabe entbunden sind.“ Auch Christian Führer, der Pfarrer der Nikolaikirche, beugte sich dem Druck staatlicher Stellen und unterstützte die Superintendentur Ost beim Ausschluss aller Leipziger Bürgerrechtsgruppen von der Gestaltung der Friedensgebete.
Erst nach mehreren Monaten intensiver Protestaktionen konnten Christoph Wonneberger und die organisierte Leipziger Opposition – wie Arbeitsgruppe Menschenrechte, Arbeitskreis Gerechtigkeit Leipzig, Initiativgruppe Leben, Arbeitsgruppe Umweltschutz, Frauen für den Frieden – einen Kompromiss erreichen, der den Gruppen die Gestaltung der Friedensgebete unter der Leitung und Verantwortung jeweils eines Pfarrers ermöglichte. Die Gruppen wurden dann neben Christoph Wonneberger von den evangelischen Pfarrern Klaus Kaden und Rolf-Michael Turek sowie dem katholischen Priester Hans-Friedrich Fischer unterstützt.
Magirius selbst verteidigte sein Handeln laut Hamburger Abendblatt vom 15. Februar 1992 mit den Worten: „Als Christ sitzt man immer zwischen den Stühlen. Christus wurde dafür ans Kreuz geschlagen.“
Magirius verhinderte auch erfolgreich ein Kommunikationszentrum (KOZ) ähnlich der Berliner Umweltbibliothek (oder anderer Umweltbibliotheken) in Leipzig. Zunächst spielte er auf Zeit und gab die Absage der Gemeinde der Heilig-Geist-Kirche nicht an den Trägerkreis des Kommunikationszentrums weiter. Dort hatte Pfarrer Erler, der als IM Amos für das Ministerium für Staatssicherheit tätig war, den Trägerkreis von November 1988 bis zum Winter 1989 in der Annahme gelassen, es läge eine Zusage der Gemeinde vor. Brigitte Moritz vom Trägerkreis des KOZ sagte 1991, Pfarrer Erler habe „massiv gegen uns gearbeitet“. Magirius beteiligte sich an diesem Spiel.
Der Trägerkreis des KOZ wollte danach aus taktischen Gründen zunächst einmal nur eine Gemeindebibliothek in der Markusgemeinde einrichten, wo Rolf-Michael Turek Pfarrer war. Superintendent Magirius sprach sich im Juli 1989 gegen den Trägerkreis und gegen die Installierung eines KOZ aus und hat Rolf-Michael Turek telefonisch zu verstehen gegeben, „daß der Trägerkreis des KOZ kein von der Kirche gewolltes Gremium ist. Der Trägerkreis sei demzufolge ‚gegenüber dem Kirchenvorstand der Markusgemeinde nicht antragsberechtigt‘“.
Schon im Herbst 1989 war ein Kommunikationszentrum der kirchlichen Oppositionskreise von der Geschichte überholt worden (siehe Wende und friedliche Revolution in der DDR). Magirius hatte es erfolgreich verhindert.
Magirius moderierte während der Revolution 1989/90 den Leipziger Runden Tisch. Die nach der Friedlichen Revolution frei gewählte Stadtverordnetenversammlung von Leipzig wählte ihn am 30. Mai 1990 zu ihrem Präsidenten. Magirius hatte das nur während dieser Übergangszeit existierende Ehrenamt des Stadtpräsidenten bis 1994 inne.

## Ehrungen
- 1989 Verleihung der „Goldenen Kamera“[18]
- 1990 wurde Friedrich Magirius der Gustav-Heinemann-Bürgerpreis in der Paulskirche verliehen, wo „Bürgerrechtler das Transparent mit der Aufschrift ‚Superintrigent Magirius – Revolutionsheld nach Sendeschluß‘ entrollten.“[15] Der Neologismus „Superintrigent“ war gewollt wertende Anspielung auf Amt wie Handlungsweise.
- 1995 Ernennung zum „Offizier der Ehrenlegion“ durch den französischen Generalkonsul Eugène Berg in Leipzig[19][20]
- 1997 Verleihung des Kommandeurkreuzes des „Verdienstordens der Republik Polen“ durch den Generalkonsul der Republik Polen in Leipzig in Anwesenheit des Botschafters Andrzej Byrt[21]
- 2005 Verleihung der Ehrenbürgerwürde der polnischen Stadt Kraków/Krakau.
- 2005 Verleihung der „Ehrenmedaille der Stadt Leipzig“[22]
- Friedrich Magirius ist Ehrenmitglied des StadtSchülerRats Leipzig (Grund: Mitbegründer des SSR Leipzig)[23]
- 2022 Verleihung der Ehrenbürgerwürde von Leipzig